# Yvonne Sassinot de Nesle
Yvonne Sassinot de Nesle (Saigon, 17 febbraio 1937) è una costumista francese attiva in campo teatrale, cinematografico e televisivo.

## Riconoscimenti
- Premio César per i migliori costumi
- 1985: vincitrice - Un amore di Swann
- 1989: candidata - Chouans! I rivoluzionari bianchi
- 1991: candidata - Lacenaire
- 1993: candidata - L'amante
- 2001: candidata - Vatel

## Filmografia

### Cinema
- Guy de Maupassant, regia di Michel Drach (1982)
- Danton, regia di Andrzej Wajda (1983)
- Un amore di Swann (Un amour de Swann), regia di Volker Schlöndorff (1984)
- Una domenica in campagna (Un dimanche à la campagne), regia di Bertrand Tavernier (1984)
- Adieu Bonaparte, regia di Youssef Chahine (1985)
- L'iniziazione, regia di Gianfranco Mingozzi (1986)
- Chouans! I rivoluzionari bianchi (Chouans!), regia di Philippe de Broca (1988)
- Australia, regia di Jean-Jacques Andrien (1989)
- La folle journée ou Le mariage de Figaro, regia di Roger Coggio (1989)
- Henry & June, regia di Philip Kaufman (1990)
- Jean Galmot, aventurier, regia di Alain Maline (1990)
- Lacenaire, regia di Francis Girod (1990)
- L'amante (L'amant), regia di Jean-Jacques Annaud (1992)
- Il ritorno di Casanova (Le Retour de Casanova), regia di Édouard Niermans (1992)
- L'amour conjugal, regia di Benoît Barbier (1995)
- Vite rubate (Voleur de vie), regia di Yves Angelo (1998)
- Vatel, regia di Roland Joffé (2000)

### Televisione
- La redevance du fantôme, regia di Robert Enrico (1965)
- La tour Eiffel qui tue, regia di Jean-Roger Cadet e Michel de Ré (1966)
- Huckleberry Finn, regia di Marcel Cravenne (1967)
- L'envolée belle, regia di Jean Prat (1969)
- Monsieur de Pourceaugnac, regia di Georges Lacombe (1970)
- Vipère au poing, regia di Pierre Cardinal (1971)
- Le misanthrope, regia di Pierre Dux (1971)
- Le malade imaginaire, regia di Claude Santelli (1971)
- Le soldat et la sorcière, regia di Jean-Paul Carrère (1971)
- Romulus le grand, regia di Marcel Cravenne (1971)
- La sainte farce, regia di Jean Pignol (1972)
- La mare au diable, regia di Pierre Cardinal (1972)
- Madame Bovary, regia di Pierre Cardinal (1974)
- Les dames de la côte , regia di Nina Companéez (1979)
- Les fiancées de l'empire, regia di Jacques Doniol-Valcroze (1981)
- L'excès contraire, regia di Yves-André Hubert (1988)
- Manon Roland, regia di Édouard Molinaro (1989)
- La flûte enchantée de Mozart, regia di Bernard Schmitt (2001)
- Le frère du guerrier, regia di Pierre Jolivet (2002)
- Aurore, regia di Nils Tavernier (2006)